# Ретикулярная асфиксия
Ретикулярная асфиксия (Livedo reticularis) — это кожный симптом, который состоит в том, что на поверхности кожи появляется пурпурный сетчатый сосудистый рисунок. Изменение цвета вызвано разбуханием венул вследствие непроходимости капилляров из-за образования мелких тромбов. Сгустки крови в мелких кровеносных сосудах увеличивают риск формирования у пациента широкого спектра патологических и непатологических состояний, и они могут быть следствием различных заболеваний. К числу таких заболеваний относятся гиперлипидемия, микрососудистые гематологические состояния или анемия, дефицит питательных веществ, аутоиммунные заболевания, заболевания крови, сердечно-сосудистые заболевания, рак и эндокринные расстройства, а также действие медикаментов или токсинов. Ретикулярная асфиксия может усиливаться под воздействием холода и происходит чаще всего в нижних конечностях. Наиболее распространенная форма ретикулярной асфиксии — это идиопатическая ретикулярная асфиксия, которая связана с вялым венозным кровотоком и влияет в основном на молодых женщин во время зимы. Ретикулярная асфиксия может быть (в 80 % случаев) диагностирована с помощью биопсии. Лечение ретикулярной асфиксии включает в себя согревание конечности или всего организма, а также лечение основного заболевания.
Целый ряд причин может привести к появлению ретикулярной асфиксии:
- Мраморность кожи
- Редкие пороки развития
- Синдром Снеддона — взаимосвязь васкулита и системных заболеваний сосудов, таких как инсульт. Этот синдром возникает вследствие некоторых генетических заболеваний.

Вторичная ретикулярная асфиксия может возникать:
- Вследствие васкулитных аутоиммунных заболеваний, таких как:
  - Васкулит с болезненными язвами в нижней части ног
  - Узелковый полиартериит
  - Системная красная волчанка
  - Дерматомиозит (болезнь Вагнера-Унферрихта-Хеппа)
  - Ревматоидный артрит
  - Панкреатит
  - Хронический панкреатит
- Как побочный эффект приёма некоторых лекарств, таких как:
  - Амантадин
  - Бромокриптин
- Вследствие закупорки капилляров, вызванной:
  - Криоглобулинемией (когда в холодных условиях слипаются белки в крови)
  - Антифосфолипидным синдромом из-за небольших сгустков крови
  - Гиперкальциемией (повышение уровня кальция в крови, который в виде солей осаждается в капиллярах)
  - Заболеваниями крови, такими как Истинная полицитемия (болезнь Вакеза-Ослера) или тромбоцитоз (чрезмерное количество эритроцитов или тромбоцитов)
  - Инфекциями, такими как сифилис, туберкулез, болезнь Лайма
  - Лимфомой
  - Острой почечной недостаточностью из-за холестериновой эмболии после катетеризации сердца
  - Атеросклерозом (холестериновой эмболией) и гомоцистинурией
  - Внутриартериальными инъекциями (особенно у наркоманов)
- Вследствие синдрома Элерса — Данлоса — расстройства соединительной ткани, вызванного:
  - Приёмом интерферона-β при лечении рассеянного склероза
  - Феохромоцитомой
  - Васкулопатией
  - Синдромом FILS (полимеразной ε1 мутацией в организме человека с синдромом лицевого дисморфизма, иммунодефицитом и низкорослостью)
  - Первичной гипероксалурией (оксалозом)
  - Цитомегаловирусной инфекцией (очень редкая клиническая форма, представленная постоянной лихорадкой, ретикулярной асфиксией на конечностях и кожным некротизирующим васкулитом пальцев ног)
  - Приёмом разагилина при лечении болезни Паркинсона
  - Установкой силиконовых имплантатов для увеличения объёма мягких тканей
  - Синдромом Дауна у детей
  - Поликлональной гипергаммапатией
  - Ангиографией CO2 (в очень редких случаях)
  - Малораспространенным поражением кожи из-за синдрома Чарга-Стросса
  - Одновременным наличием у пациента саркоидоза и синдрома Шегрена (внешне схоже с узловатой эритемой)
  - Метастатическим раком молочной железы (очень редко, как начальный симптом)
  - Почечно-клеточным раком (редко)
  - Периферийной васкулопатией, вызванной приёмом метилфенидатом и декстроамфетамином
  - Приёмом гефитиниба
  - Болезнью Бюргера (как начальный симптом)
  - Тиреотоксикозом (редко)
  - Злокачественной анемией
  - Болезнью Моямоя
  - Использованием среднелинейного катетера
  - Первичной криофибриногенемией